# ندى البدواوي
ندى محمد عبد الظاهر محمد البدواوي (مواليد 15 أغسطس 1997)، هي سباحة إماراتية. شاركت في دورة الألعاب الأولمبية الصيفية 2016 في حدث السباحة الحرة لمسافة 50 مترًا للسيدات؛ وقطعت المسافة بزمن مقداره 33.42 ثانية وتحتل المركز الـ78 مما حرمها من التأهل لنصف النهائي. كانت أول سباحة أولمبية من دولة الإمارات العربية المتحدة وكانت حاملة علم الدولة  خلال الحفل الافتتاحي.

## مسيرتها الرياضية
شاركت العام الماضي في بطولة قطر الدولية، ونجحت في الحصول على الميدالية البرونزية بعد فوزها بسباق 100 متر فراشة، وأصبحت أول إماراتية تهدي وطنها ميدالية في بطولة دولية للسباحة.
سجلت ندى البدواوي اسمها في سجلات التاريخ «كأول فتاة إماراتية» تشارك في منافسات بطولة العالم للسباحة، التي تقام في مدينة كازان الروسية، وذلك برفقة زميلتها علياء الشامسي، لكن البدواوي نجحت في إكمال سباق 100 متر سباحة فراشة، وجاءت في المركز الـ66 عالميًا، محققة زمنًا يبلغ دقيقة و35 ثانية و83 جزءًا من الثانية لتنال بطاقة دعوة المشاركة في أولمبياد ريو دي جانيرو.
وكانت البدواوي شاركت برقم تأهيلي بلغ دقيقة و25 ثانية، لكن رقمها تراجع ورغم ذلك امتلكت الإصرار، حينما شاركت بالحارة الأولي للمجموعة الأولي من التصفيات، ونجحت بإكمال السباق الذي شكل تحديًا خاصًا لها وللسباحة الإماراتية عمومًا.
حملت ندى العلم الوطني خلال الحفل الافتتاحي في أولمبياد ريو دي جانيرو مما يجعلها الرياضية الإماراتية الثانية التي تقوم بحمل العلم في الأولمبياد.

## روابط خارجية
- ندى البدواوي على موقع الاتحاد الدولي للسباحة (الإنجليزية)
- ندى البدواوي على موقع اللجنة الأولمبية الدولية (الإنجليزية)
- ندى البدواوي على موقع أوليمبيديا (الإنجليزية)